# Clones (Irlanda)
Clones (en gaèlic irlandès Cluain Eois) és una vila d'Irlanda, al comtat de Monaghan, a la província de l'Ulster. Forma part de la Regió Frontera, destinada al desenvolupament econòmic pel Govern d'Irlanda per la seva situació econòmica actualment inferior a la mitjana. La ciutat va ser molt afectada econòmicament pel partició d'Irlanda en 1921 degut a la seva ubicació en la frontera amb rl Comtat de Fermanagh d'Irlanda del Nord. La creació de la frontera la va privar durant molt anys d'accés a una gran part de la seva zona d'influència econòmica.

## Toponímia
Històricament Clones també es pronunciava Clonis, Clonish i Clownish. Hi ha versions anglicitzades de l'irlandès Cluain Eois, que vol dir "prat d'Eos". Tanmateix, també s'ha dit que l'antic nom era Cluan Inis, "illa del retir," que abans havia estat envoltada totalment per l'aigua.

## Història
Clones fou la seu d'un assentament monàstic al regne de Dartraige Con-innsi, fundat per Tigernach (anglicitzat Tierney) en el segle vi, fins a la dissolució dels monestirs per Enric VIII d'Anglaterra. l'abadia de Sant Tigernach o Tierney fou construïda en el segle vi i dedicada a Sant Pere i Sant Pau. Tigernach fou nomenat més tard bisbe de Clogher i es retirà a Clones, on va morir d'una plaga el 550. L'abat fou el Primus Abbas, o primer abat mitrat d'Irlanda. A la vila encara es poden veure les ruïnes d'una abadia construïda en el segle xii amb un sarcòfag que es creu que es va construir per a guarir les despulles de Sant Tighearnach, una torre rodona i una creu del segle ix.
En febrer de 1922, poc després de la partició d'Irlanda, Clones fou escenari d'un enfrontament entre la Ulster Special Constabulary i l'Exèrcit Republicà Irlandès. La Special Constabulary era una policia armada temporal enviada a Irlanda del Nord per acabar-hi amb les guerrilles de l'IRA. Des de la fi de la Guerra Angloirlandesa el juliol de 1921 l'IRA estava exercint com a milícia del Govern Provisional de l'Estat Lliure Irlandès. Una unitat del Special Constabulary fou enviada en tren a Belfast, però fou aturada per l'IRA a Clones, a Irlanda del Sud, en un canvi de trens. Els homes de l'IRA van demanar que es rendissin i esclatà un tiroteig. Un oficial de l'IRA i quatre SC van morir, mentre que uns altres nou foren ferits i les altres es rendiren. L'incident, conegut l'atac de Clones, amenaçà d'acabar amb el Tractat Angloirlandès i va portar al govern britànic a suspendre la retirada de tropes britàniques de l'Estat Lliure.

## Personatges il·lustres
- Patrick McCabe, escriptor.
- Thomas Bracken, autor de l'himne de Nova Zelanda.
- Joseph Finegan, general dels Estats Confederats d'Amèrica en la batalla d'Olustee de la Guerra Civil dels Estats Units.